# Godofredo de Charnay
Este artículo es sobre el caballero templario. Para el caballero francés que murió en 1356 en la batalla de Poitiers y que pudo haber sido, o no, su sobrino, véase Geoffroi de Charny.

El beaucéant (estandarte) era mitad blanco, mitad negro, al que el papa Eugenio III añadió una cruz roja con su leyenda Non Nobis Domine, desde el primer verso del salmo 115.

Godofredo de Charnay, también conocido como Geoffroi o Geoffrey de Charney o Charnay o Charny, fue preceptor de Normandía de la Orden del Temple. Charnay fue aceptado en la orden templaria a muy temprana edad por Amaury de la Roche, preceptor de Francia. En su ceremonia de ingreso estuvo presente el hermano Jean le Franceys, preceptor de Pédenac. En 1307, Charnay fue arrestado, junto con toda la orden de los caballeros templarios en Francia y, en 1314, fue quemado en la hoguera.

## Historia, motivación, inquisición y prisión
La orden de los templarios fue originalmente creada para proteger a los peregrinos camino a Jerusalén. La misión de los templarios fue entonces ampliada a combatir en las cruzadas.
La persecución de los templarios empezó en Francia como plan del rey Felipe IV, con la complicidad del papa Clemente V. El 13 de octubre de 1307, el rey ordenó el dramático arresto de todos los templarios de Francia. El papa Clemente V, el 22 de noviembre de 1307, bajo la presión del rey, también emitió una bula al respecto, llamada Pastoralis praceminentiae, ordenando a todos los monarcas de la Cristiandad arrestar a todos los templarios y confiscar sus tierras en nombre del papa y la Iglesia católica. Aunque la orden se extendía a Inglaterra, la península ibérica, Alemania, Italia y Chipre, el líber, el gran maestre templario Jacques de Molay, Godofredo de Charnay y muchos otros templarios estaban en Francia, y, por orden del rey francés, fueron arrestados y severamente torturados hasta que confesaron una serie de horribles crímenes de los cuales eran acusados.
En 1307, el papa envió a dos cardenales a interrogar a Jacques de Molay y Hugues de Pairaud, un templario a quien se menciona como "el visitante de Francia", momento en el que se retractaron de sus confesiones y dijeron a los otros templarios que hicieran lo mismo. Otros dos templarios, Pierre de Bologna y Renaud de Provins también intentaron convencer a otros templarios para que se retractaran de sus confesiones, y a principios de mayo de 1310, cerca de seiscientos lo hicieron. Después de eso, no volvieron a ver nunca más a Pierre de Bologna y Renaud de Provins fue sentenciado a prisión perpetua.

## Cargos iniciales
Godofredo de Charnay, junto con los otros templarios en Francia fueron arrestados el 13 de octubre de 1307. Se les acusó de muchas cosas, cargos similares a aquellos otros dirigidos contra otros enemigos de Felipe, como la herejía, sodomía y blasfemia.
Inicialmente los cargos eran cinco. El primero fue renegar de Cristo y escupir sobre la cruz durante la ceremonia de iniciación a la orden. El segundo fue desnudar al hombre que iba a ser iniciado y que el preceptor le besara tres veces en el ombligo, la parte posterior y la boca. El tercero era decir al neófito (novicio) que era legítima la sodomía. El cuarto era que el cordel lucido por el neófito día y noche fuera "consagrado" envolviéndolo alrededor de un ídolo con forma de cabeza humana con una gran barba, y que este ídolo fuera adorado en todos los capítulos. El quinto era que los sacerdotes de la orden no consagraban la hostia al celebrar la misa. Muchos de estos cargos se hicieron también contra Bonifacio antes de su captura, huida y eventual muerte poco después en 1308. Los agentes de Felipe persiguieron estos "crímenes" en nombre del rey francés de la misma manera que pasó antes contra otros enemigos del rey. El 12 de agosto de 1308, se incrementaron los cargos y serían más extravagantes, uno afirmaba específicamente que los templarios veneraban ídolos, específicamente hechos con un gato y una cabeza, esta última con tres caras. Las listas de los artículos 86 a 127[3] añadirían otros muchos cargos.

## Retractación y muerte de los líderes templarios en Francia

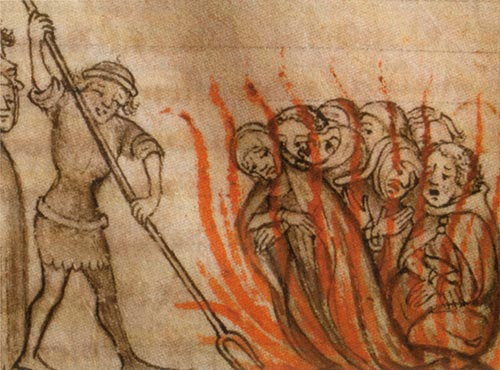
Templarios quemados en la hoguera.

Al final, los inquisidores del rey Felipe tuvieron éxito a la hora de que Jacques de Molay admitiera los cargos. El 18 de marzo de 1314, de Molay y de Charnay se retractaron de sus confesiones, afirmando que eran inocentes de los cargos y que sólo eran culpables de traicionar a su orden confesando bajo presión habrer hecho algo que no hicieron. Inmediatamente, se les declaró culpables de ser relapsos herejes, para lo cual el castigo era la muerte. Esto silenció definitivamente a otros templarios. Felipe siguió presionando y amanazando al papa para que disolviera oficialmente la orden, y las cosas llegaron a un fin dramático en 1314 con la ejecución pública quemando a Jacques de Molay, y a Godofredo de Charnay.

## Fallecimiento

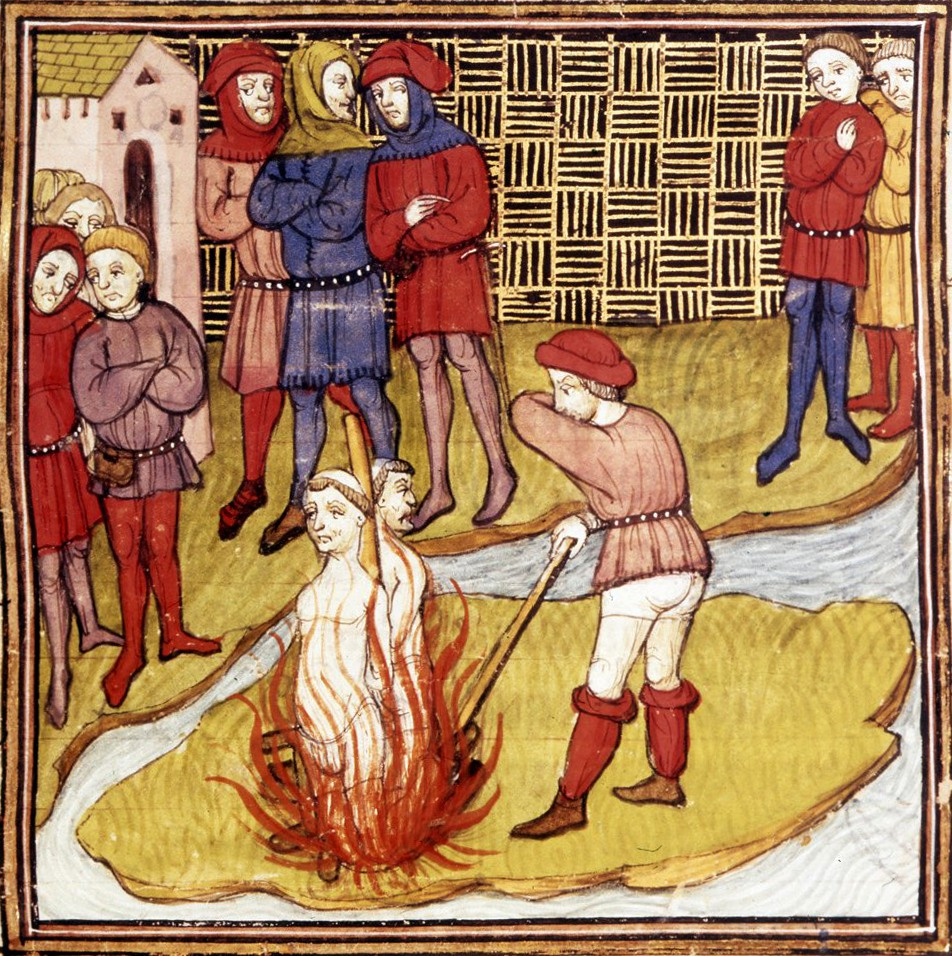
La quema de los templarios en París. Original propiedad de la British Library

Se sabe más sobre sus años de prisión y muerte que sobre su vida. En esa prisión y muerte demostró un tremendo coraje. El día exacto de su muerte se desconoce, y los estudiosos aún discuten por ello. Esta fuente narra su muerte así: (Nota: El día varía en una sola fecha, algo que no es infrecuente para las crónicas de la Edad Media): "Los cardenales retrasaron cumplir con su deber hasta el 19 de marzo de 1314, cuando, en un patíbulo frente a Notre Dame, de Molay, Godofredo de Charnay, maestre de Normandía, Ilugues de Peraud, referido como un visitante de Francia, y Godefroi de Gonneville, maestre de Aquitania, fueron llevados ante la cárcel en la que habían estado a lo largo de siete años, para recibir la sentencia acordada por los cardenales, en conjunción con el arzobispo de Sens y algunos otros prelados a quienes habían llado. Considerando las ofensas que habían confesado y confirmado, la pena impuesta estuvo de acuerdo con la regla -la de prisión perpetua. Se suponía que el asunto concluiría allí, para decepción de los prelados y sorpresa de la multitud reunida, de Molay y Godofredo de Charnay se levantaron. Eran culpables, sí, dijeron, pero no de los crímenes que les imputaban, sino de traicionar la orden para salvar sus propias vidas. Era puro y santo; los cargos eran ficticios y las confesiones falsas. Rápidamente, los cardenales los entregaron al preboste de la ciudad de París, y se retiraron a deliberar de esta inesperada contingencia, pero no tenían que haberse preocupado. 'Cuando la noticia llegó a Philippe se enfureció. El rey estaba furioso y se decidió que los dos eran herejes relapsos para ser quemados inmediatamente, sin más trámite; los hechos eran notorios y no hacía falta esperar a ningún juicio formal de la comisión papal. Ese mismo día, al atardecer, se erigió una pira en un islote en el Sena, la isla de los Judíos, cerca de los jardines del palacio. Allí de Molay de Charnay fueron quemados lentamente hasta la muerte, rechazando todas las ofertas de perdón por la retractación, y soportaron su tormento con una compostura que les hizo ganar la reputación de mártires entre la gente, que con reverencia recogieron sus cenizas como reliquias'.

## Legado y maldición
El hecho de que, en poco menos de un mes, el papa Clemente V murió atormentado por una odiosa enfermedad que se cree que era lupus, y que ocho meses después el rey Felipe IV de Francia, con cuarenta y seis años de edad, murió en un accidente mientras cazaba, dio lugar necesariamente a la leyenda de que de Molay los había emplazado ante el tribunal de Dios. Tales historias se convirtieron en leyenda entre la gente, cuyo sentido de la justicia había quedado escandalizado por todo el asunto. Incluso en la lejana Alemania, la muerte de Felipe fue considerada un castigo por su destrucción de los templarios, y se dijo que Clemente derramó lágrimas de remordimiento en su lecho de muerte por tres grandes crímenes, el envenenamiento de Enrique VI, el sacro emperador romano germánico, y la ruina de los templarios y los begardos.
El autor Malcolm Barber ha investigado esta leyenda y ha concluido que se originó a partir de La Chronique métrique attribuée à Geffroi de Paris (ed. A. Divèrres, Estrasburgo, 1956, págs. 5711-5742). Godofredo de Psrís fue "aparentemente un testigo ocular, que describe a Molay sin el menor signo de miedo y, significativamente, diciendo a los presentes que Dios vengaría sus muertes".